# Monica Lewinsky

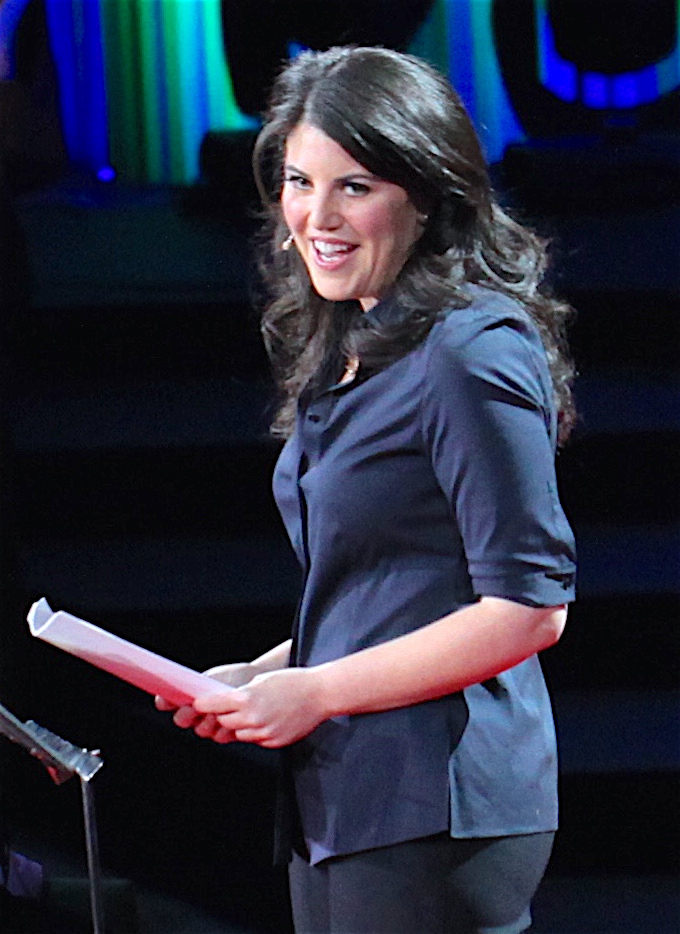
Monica Lewinsky, TED 2015

Monica Samille Lewinsky (* 23. Juli 1973 in San Francisco, Kalifornien) ist eine US-amerikanische Fernsehpersönlichkeit. Im Januar 1998 wurde bekannt, dass sie zuvor als Praktikantin im Weißen Haus eine sexuelle Beziehung mit dem US-Präsidenten Bill Clinton hatte. Die darauf folgende Lewinsky-Affäre führte zu einem Amtsenthebungsverfahren. Clinton blieb jedoch Präsident.
Lewinsky wurde das Opfer internationalen Spottes. Diese Erfahrungen verarbeitete sie später auch in den Medien und wurde eine Aktivistin gegen Häme und Hetze im Internet.

## Leben
Lewinsky erwarb 1995 einen College-Abschluss in Psychologie und arbeitete danach als Praktikantin im Weißen Haus der Vereinigten Staaten von Amerika sowie im Verteidigungsministerium. Im Verlauf des Praktikums entwickelte sich eine sexuelle Beziehung zu Präsident Clinton. Deren Bekanntwerden verursachte als Lewinsky-Affäre eine schwere innenpolitische Krise, die Clinton durch ein Amtsenthebungsverfahren beinahe das Amt gekostet hätte.
Später versuchte Lewinsky sich im E-Commerce mit der Vermarktung selbst entworfener Handtaschen im Internet unter dem Label The Real Monica Inc., konnte aber nicht Fuß fassen. Sie zog darauf nach London und setzte dort im September 2005 an der London School of Economics ihr Studium fort, das sie im Dezember 2006 mit dem Master in Sozialpsychologie abschloss.
Im Mai 2014 beschrieb Monica Lewinsky in einem Essay für Vanity Fair unter dem Titel Shame and Survival (Scham und Überleben) ihr Leben und den Skandal aus ihrer Perspektive. Im März 2015 gab sie einen TED-Talk mit dem Titel The Price of Shame, in dem sie aus eigener Erfahrung über Cyber-Mobbing und die „Kultur der Erniedrigung“ sprach und forderte, dass die Hetzjagd der öffentlichen Erniedrigung (generell und ganz speziell von jungen Menschen) ein Ende haben müsse und dass man zu den seit langem bestehenden Werten von Mitgefühl und Einfühlungsvermögen zurückkehren solle.
Ermutigt durch die MeToo-Bewegung, stellte sie Anfang 2018 in einem Interview die Freiwilligkeit ihrer sexuellen Beziehung mit Clinton infrage: „Ich sehe erst jetzt, wie problematisch es war, dass wir beide überhaupt zu dem Punkt kamen, an dem es eine Frage von Einvernehmen war. Der Weg dahin war gepflastert mit dem unangemessenen Missbrauch von Autorität, Posten und Privilegien.“
2019 begann Lewinsky als Produzentin für den US-TV-Kabelsender FX mit der Arbeit an der Verfilmung ihrer damaligen Affäre als dritte Staffel der True-Crime-Serie American Crime Story. Ihre Rolle übernahm die Schauspielerin Beanie Feldstein.
Der Musik-Kabarettist Bodo Wartke widmete ihr 2005 ein Lied mit dem Titel Monica; bereits früher schrieb Rabih Abou-Khalil seinen Lewinsky March, der 2001 auf seinem Album The Cactus of Knowledge veröffentlicht wurde. Lewinsky selbst berichtete in ihrem TED-Vortrag, dass sie in 40 Rap-Songs erwähnt werde und mindestens zwei von diesen vollständige Songs über sie seien (Monica Lewinsky von G-Eazy und Splashin’ Over Monica von Mr. Live).